# Estadio Konya Atatürk
El Estadio Konya Atatürk (en turco: Konya Atatürk Stadyumu) fue un estadio multipropósito ubicado en la ciudad de Konya, Turquía. El estadio fue inaugurado en 1950 y poseía una capacidad para 22 500 personas, fue el campo del club de fútbol Konyaspor, que disputa la Superliga de Turquía.
El 7 de mayo de 2014 albergó la final de la Copa de Turquía antes de cerrar sus puertas definitivamente el día 11 de mayo con el último partido en el estadio entre el cuadro local Konyaspor y el Kayserispor. Tras la demolición del estadio el terreno será convertido en Parques y áreas verdes.
A partir de la temporada 2014-15 el Konyaspor trasladaron a su nuevo estadio el Konya Arena y el estadio fue demolido en el año 2018.